# Bistrica (Nova Varoš)
Bistrica (Servisch cyrillisch Бистрица) is een plaats in de Servische gemeente Nova Varoš. De plaats telt 791 inwoners (2002).